# Tikaskruv naturreservat
Tikaskruv är ett naturreservat i Lessebo kommun i Kronobergs län.
Reservatet är skyddat sedan 2010 och är 15 hektar stort. Det är beläget 5 km sydost om Kosta samhälle och utgörs av ett hagmarksområde med äldre träd.

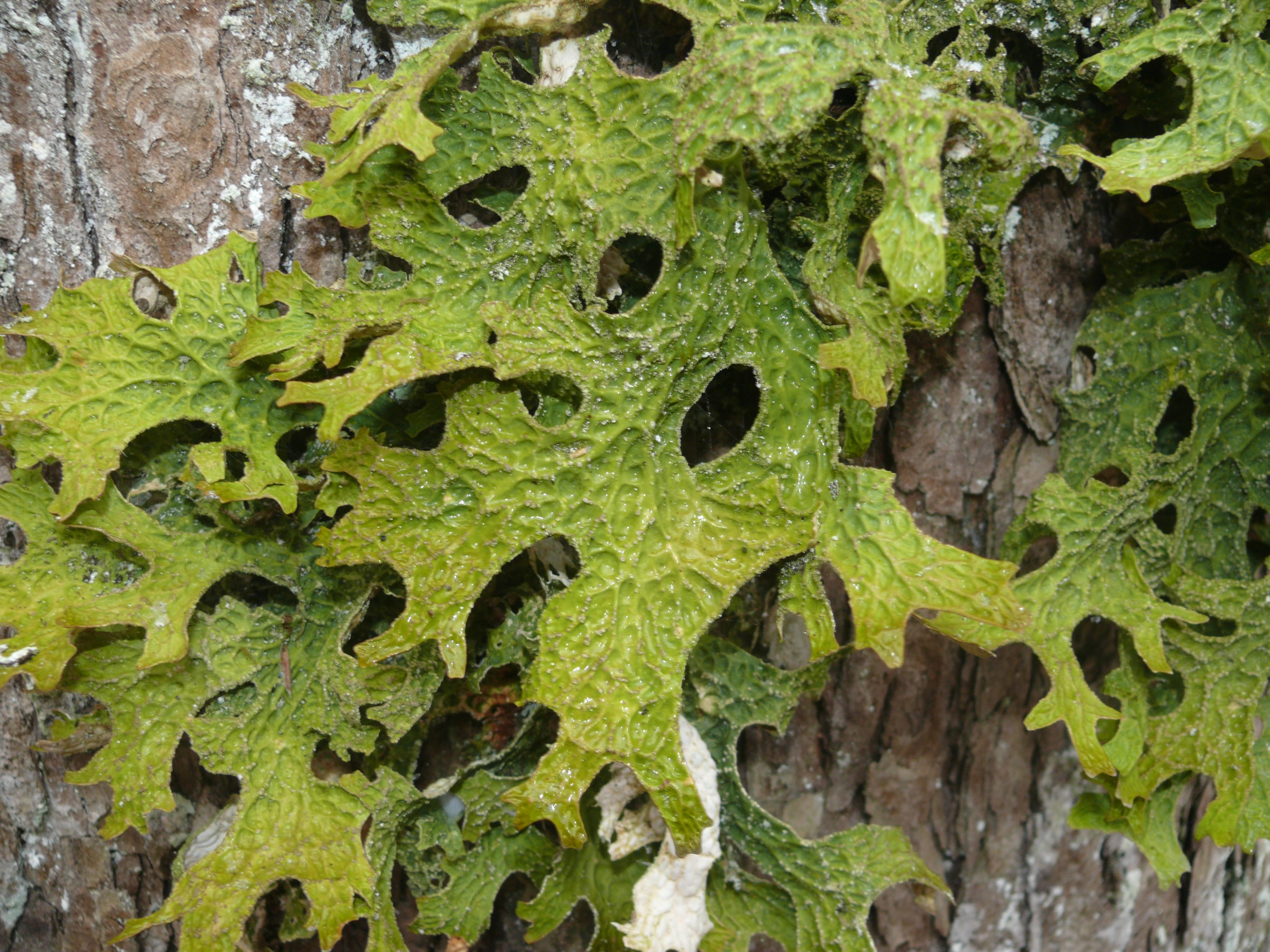
Lunglav

Historiskt sett utgörs området av byn Tikaskruvs ängs- och betesmarker. Naturreservatets gamla lövträd utgör en god livsmiljö för många insekter, vedsvampar, mossor och lavar. Man har funnit den sällsynta  ädelguldbaggen och den praktfulla lunglaven. I betesmarken finns fin lundflora med bland annat blåsippa, vårärt och vätteros.